# Lista de aeroportos da Região Centro-Oeste do Brasil
A seguir está uma lista dos principais aeroportos da Região Centro-Oeste do Brasil, separados estados, constando nome oficial e/ou nome pelo qual são conhecidos, a sigla IATA e/ou o código ICAO.

## Distrito Federal
Infraero
- Aeroporto Internacional Juscelino Kubitschek (BSB/SBBR) - Lago Sul

## Goiás
Infraero
- Aeroporto Santa Genoveva (GYN/SBGO) - Goiânia

Municipais
- Aeroporto de Anápolis (APS/SWNS) - Anápolis
- Aeroporto de Buriti Alegre (SWBA) - Buriti Alegre
- Aeroporto de Caldas Novas (CLV/SBCN) - Caldas Novas
- Aeroporto de Campos Belos (SWCB) - Campos Belos
- Aeroporto de Catalão (SWKT)- Catalão
- Aeroporto de Cavalcante (SWCW) - Cavalcante
- Aeroporto de Ceres (SWCZ) - Ceres
- Aeroporto de Formosa (SWFR) - Formosa
- Aeroporto de Iaciara (SWIA) - Iaciara
- Aeroporto de Ipameri (SWIP) - Ipameri
- Aeroporto de Jataí (SWJW) - Jataí
- Aeroporto Brigadeiro Araripe Macedo (SWUZ) - Luziânia
- Aeroporto de Minaçu (SBMC) - Minaçu
- Aeroporto de Mineiros (SWME) - Mineiros
- Aeroporto de Monte Alegre de Goiás (SWML) - Monte Alegre de Goiás
- Aeroporto de Morrinhos (SWMX) - Morrinhos
- Aeroporto de Niquelândia (NQL/SWNQ) - Niquelândia
- Aeroporto de Pires do Rio (SWPR) - Pires do Rio
- Aeroporto de Posse (SWPZ) - Posse
- Aeroporto de Rio Verde (RVD/SWLC) - Rio Verde
- Aeroporto de Sanclerlândia (--/--) - Sanclerlândia
- Aeroporto de Santa Helena de Goiás (SWHG) - Santa Helena de Goiás
- Aeroporto de Quirinópolis (SJQN) - Quirinópolis

## Mato Grosso
Infraero
- Aeroporto Internacional Marechal Rondon (CGB/SBCY) - Várzea Grande

Municipais
- Aeroporto de Alta Floresta (AFL/SBAT) - Alta Floresta
- Aeroporto de Alto Garças (SWGR) - Alto Garças
- Aeroporto de Araguaiana (SWAY) - Araguaiana
- Aeroporto de Aripuanã (AIR/SWRP) - Aripuanã
- Aeroporto de Barra do Bugres (SWBB) - Barra do Bugres
- Aeroporto de Barra do Garças (BPG/SBBW) - Barra do Garças
- Aeroporto de Cáceres (CCX/SWKC) - Cáceres
- Aeroporto de Canarana (SWEK) - Canarana
- Aeroporto de Chapada dos Guimarães (SWPL) - Chapada dos Guimarães
- Aeroporto de Confresa (SWKF) - Confresa
- Aeroporto de Diamantino (SWDM) - Diamantino
- Aeroporto de Jaciara (SWJC) - Jaciara
- Aeroporto de Juína (JIA/SWJN) - Juína
- Aeroporto de Juruena (JRN/SWJU) - Juruena
- Aeroporto de Lucas do Rio Verde (SWFE) - Lucas do Rio Verde
- Aeroporto de Luciara (SWUC) - Luciára
- Aeroporto de Matupá (MBK) - Matupá
- Aeroporto de Nortelândia (SWNR) - Nortelândia
- Aeroporto de Nova Mutum (SWNU) - Nova Mutum
- Aeroporto de Nova Xavantina (SWXN) - Nova Xavantina
- Aeroporto de Poconé (SWPK) - Poconé
- Aeroporto de Porto dos Gaúchos (SWPG) - Porto dos Gaúchos
- Aeroporto de Pontes e Lacerda - Pontes e Lacerda
- Aeroporto de Primavera do Leste (SWPY) - Primavera do Leste
- Aeroporto de Rondonópolis (ROO/SWRD) - Rondonópolis
- Aeroporto de São Félix do Araguaia (SWFX) - São Félix do Araguaia
- Aeroporto de Sinop (OPS/SWSI) - Sinop
- Aeroporto de Sorriso (IATA) - Sorriso
- Aeroporto de Tangará da Serra (SWTS) - Tangará da Serra
- Aeroporto de Vila Bela da Santíssima Trindade (SWVB) - Vila Bela da Santíssima Trindade
- Aeroporto de Vila Rica (VLP/SWVC) - Vila Rica
- Aeroporto Governador Júlio Campos (SWJC) - Santo Antônio de Leverger
- Aeroporto Inácio Luís do Nascimento (JUA/SWJH) - Juara
- Aeroporto Umberto Bosaipo (SWRU) - Tesouro

## Mato Grosso do Sul
Infraero
- Aeroporto Internacional de Campo Grande (CGR/SBCG) - Campo Grande
- Aeroporto Internacional de Corumbá (CMG/SBCR) - Corumbá
- Aeroporto Internacional de Ponta Porã (PMG/SBPP) - Ponta Porã

Municipais
- Aeroporto Ariosto da Riva (**/SSNB) - Naviraí
- Aeroporto de Amambai (**/SSAM) - Amambai
- Aeroporto de Aquidauana (**/SBGC) - Aquidauana
- Aeroporto de Bela Vista (**/SSBV) - Bela Vista
- Aeroporto de Bodoquena (**/SSBB) - Bodoquena
- Aeroporto de Caracol (**/SSZK) - Caracol
- Aeroporto de Cassilândia (**/SSCL) - Cassilândia
- Aeroporto de Costa Rica (**/**) - Costa Rica
- Aeroporto de Coxim (**/SSXM) - Coxim
- Aeroporto de Iguatemi (**/SSBI) - Iguatemi
- Aeroporto de Jardim (**/SSJI) - Jardim
- Aeroporto de Maracaju (**/SSMJ) - Maracaju
- Aeroporto de Nioaque (**/SSNQ) - Nioaque
- Aeroporto de Nova Andradina (**/SSNE) - Nova Andradina
- Aeroporto de Paranaíba (**/SSPN) - Paranaíba
- Aeroporto de Porto Murtinho (**/SSPM) - Porto Murtinho
- Aeroporto de Rio Brilhante (**/SSRB) - Rio Brilhante
- Aeroporto de São Gabriel do Oeste (**/SSGO) - São Gabriel do Oeste
- Aeroporto Plínio Alarcom (TJL/SSTL) - Três Lagoas
- Aeroporto Regional de Bonito (BYO/SBDB) - Bonito
- Aeroporto Regional Francisco de Matos Pereira (DOU/SSDO) - Dourados